# Isabelle Montour
Pour les articles homonymes, voir Montour.
Élisabeth Couc, née en 1667 au Québec, morte en 1752, plus tard appelée Isabelle Montour, est une femme métisse qui joua un grand rôle comme interprète pour les Français puis pour les Anglais entre 1702 et 1719. Fugitive et recherchée, elle passera sa vie à changer d'endroit et multipliera également les amants.

## Biographie

### Enfance
Élisabeth Couc est née à Trois-Rivières en 1667 d’un père français, Pierre Couc et d’une mère algonquine, Marie Miteouamegoukoue. Durant son enfance, Élisabeth vit avec sa famille à Trois-Rivières puis au Cap-de-la-Madeleine et sur la rivière Saint-François dans la seigneurie de Jean Crevier sur laquelle son père est censitaire. En octobre 1679, Jeanne Couc, l’ainée d’Élisabeth, fut violée puis tuée par un dénommé Rattier, un employé du seigneur Crevier, tandis que son père fut grièvement blessé en tentant de sauver sa fille. Rattier sera reconnu coupable, mais le crime restera impuni,.

### D'Élisabeth à Isabelle et de Couc à Montour
C’est le frère d’Élisabeth, Louis, qui décida en premier de changer de nom, choisissant de baptiser ses enfants sous le nom de Montour. Puis en 1687, Élisabeth change son prénom pour devenir Isabelle et elle adoptera par la suite le nom de Montour,.

### Sa vie amoureuse
À vingt ans elle épouse Joachim Germaneau, un coureur des bois plus vieux qu’elle, et déménage avec lui à Michillimakinac pour y pratiquer les métiers de la traite des fourrures et coureurs des bois. Cependant, Joachim disparaîtra mystérieusement en forêt en 1693. Isabelle devient donc veuve à l’âge de 26 ans. Isabelle étant une femme magnifique et désirable, sa vie au pays des Grands Lacs aurait apparemment été une vie libertine, la rumeur lui prêtant plusieurs amants. À un tel point que le gouverneur de Michillimakinac la fait arrêter pour mauvaise vie. Elle sera envoyée à Québec pour subir son procès où elle sera par la suite enlevée par un chef Ottawa Outoutagan. Retournant à Michillimakinac, lieu de résidence d’Outoutagan, Isabelle restera avec lui trois ou quatre ans avant de partir avec un nouvel amant, un soldat français nommé Pierre Techenet,.

### Son parcours comme interprète
Entre 1702 et 1706 Isabelle est utilisée comme interprète diplomatique par Cadillac et vit désormais à Détroit. À ce moment son frère Louis est l'un des personnages les plus actifs dans la traite de fourrure avec les Anglais et devient très puissant. Il est estimé des Iroquois et est de plus en plus du côté des Anglais. Plus tard, Isabelle qui a maintenant 40 ans commence une nouvelle relation avec Étienne de Maubourg, qui est venu de France pour inspecter la colonie de Cadillac,. Celui-ci qui la désirait depuis près de quinze ans ne se réjouit pas particulièrement de cette nouvelle union.

### Les choses deviennent compliquées
L’influence de son frère Louis et la nouvelle relation amoureuse d'Isabelle avec Maubourg compliquent les choses. En 1708, Louis est reconnu comme espion au service des Anglais et condamné à mort par contumace par Cadillac. Isabelle et son amant s’enfuient au même moment, allant rejoindre Louis dans la région de Niagara. À ce moment, Philippe de Rigaud et Cadillac vont organiser et autoriser le meurtre de Louis Montour. Il sera finalement tué dans un guet-apens dans la région des chutes Niagara. C’est à ce moment-là qu’Isabelle prendra définitivement le nom de Montour, elle ne pardonnera jamais aux Français la mort de son frère. Vivant désormais dans la région d’Albany avec les Iroquois-Mohawks et parmi les Anglais, elle viendra clandestinement à Trois-Rivières voir sa famille. En 1710, à maintenant 43 ans, Isabelle Montour est désormais devenu une Iroquoise à part entière. Elle épouse un guerrier iroquois, Carodowana, amant avec lequel elle aurait été le plus amoureuse. Il meurt en 1727 pendant les guerres iroquoises.

### Diplomatie
Isabelle Montour jouera un rôle très important dans la diplomatie de l’époque, les Anglais négocient avec les Premières Nations au fur et à mesure de leur occupation du territoire. Elle a principalement le rôle d’intermédiaire entre les deux partis et devient vite une personnalité reconnue et une vraie légende vivante. En 1719, Vaudreuil lui propose secrètement de revenir au service des Français, offre qu’elle refusera obstinément. Elle est maintenant une Iroquoise-Oneida à part entière, mais ne renie toutefois pas ces origines métisses. Elle rend toujours visite à ses proches de façon clandestine. Elle et Carodowana s’installent finalement en Pennsylvanie avec sa famille.

### La fin d’une vie
Mme Montour continuera à vivre et deviendra vieille fille, femme célèbre et respectée. Elle mourra en 1752 à l’âge de 85 ans dans sa maison en pierre que le gouvernement anglais lui avait fait bâtir en reconnaissance de ses services politiques. 
«  Une femme remarquable disparaissait ainsi, au bout de son âge. Mourait surtout une femme exemplaire et libre dont la vie extraordinaire s’étale tout au long d’une époque bouleversante dans l’histoire de l’éthique du nord : métisse algonquine, canadienne-française, anglaise, iroquoise, prise au cœur de la tourmente des fourrures, de la diplomatie et des guerres au temps des grands enjeux nord-américains. Elle a laissé une descendance au Québec, au Michigan et en Pennsylvanie, parmi les Iroquois et les Québécois »

## Hommages
À Québec, une rue porte son nom et le comté de Montour dans l’État de Pennsylvanie est nommé en son honneur.
Hugo Pratt fait d'Isabelle Montour un personnage central de la bande-dessinée Fort Wheeling.